# صصه بن داهر
صصه بن داهر هو وزير هندي أسطوري عاش بالهند في القرنين الثالث أوالرابع بعد الميلاد، يعزى إليه ابتكـار لعبة الشاطورنجا سلف لعبة الشطرنج الحديثة.

## الأسطورة
في 1260 قبل الميلاد كان يحكم الهند ملك مستبـد يدعى شهرام، اضطهـد حاشيته وشعبه وأذاقهم صنوف التعسف والاستبداد وكـان من بين حاشيته رجل حكيم اسمه صصه بن داهر قام بابتكار لعبة من أجل الملك سماها الشاطورنجا، وهذا ليظهر له أنه يحتاج كل رعاياه وأن عليه الاعتناء بهم والحرص عليهم، أعجب الملك باللعبة إعجابا كبيرا لدرجة أنه أمر أن تحفظ في المعابد، وقال بأنها أفضل شيء عرفه لتدريب الجنرالات فن الحرب وتأسيس العـدالة الكاملة.
بعدها طلب الملك شهرام من صصه أن يختار مكافأة يرغب فيهـا نتيجة لابتكاره الكبير، فرد صصه بأنه لا يرغب في أي جائزة لكن الملك أصر على ذلك، فقـال بن داهر بأنه يرغب أن يأخـذ حبة قمح في المريع الأول من رقعة الشطرنج وحبتين في المربع الثاني وأربعة في الثالث وثمانية في الرابع وهكذا يتضاعف العدد دواليك حتى المربع الأخير.، فقال الملك في نفسه «ياله من غبي!، هذه مكافأة صغيرة كنت سأمنحه أكثر من ذلك». أمر الملك الخدم بإحضار القمح والرقعة ووضع حبات القمح عليها، وسار كل شيء على مايرام لبرهة غير أن الملك تفاجأ حين وصلوا إلى منتصف الرقعة بأن المربع الـ 32 يتطلب أكثر من ملياري حبة أي ما يعادل 200 قنطار قمح، هنا أدرك الملك أن صصه ليس غبيا ورغم ذلك أصر على الوفـاء بعهده.
بيد أنه حين بدأ الخدم في النصف الثاني من الرقعة أدرك الملك شهرام تدريجيا أنه لا يستطيع دفع ذلك القدر من القمح، بل يلزمه محصول العالم كله 6 مرات ليدفـع دينه، ولم تشر الكتب التاريخية إلى مصير الاتفاق بين الحاكم ووزيره الذكي، وما إذا كان هدف صصه بن داهر هو استعراض قدراته أمام الحاكم فحسب وليس الحصول على القمح.

## الحساب الرياضي
```
يحسب عدد حبات القمح على النحو التالي:
```

{\displaystyle 1+2+4+8+...=2^{0}+2^{1}+2^{2}+2^{3}+...+2^{63}=2^{63}\cdot 2-1}
أو
{\displaystyle \sum _{i=0}^{n}2^{i}=2^{n+1}-1} ، وهي متسلسلة هندسية حدها الأول 1 وأساسها 2.
والنتيجة
{\displaystyle \sum _{i=0}^{63}2^{i}=2^{64}-1=18.446.744.073.709.551.615}
على رقعة الشطرنج، يتم توزيع حبوب القمح على النحو التالي:
|   | A           | B           | C           | D           | E           | F           | G           | H           |
| - | ----------- | ----------- | ----------- | ----------- | ----------- | ----------- | ----------- | ----------- |
| 1 | 1           | 2           | 4           | 8           | 16          | 32          | 64          | 128         |
| 2 | 256         | 512         | 1024        | 2048        | 4096        | 8192        | 16384       | 32768       |
| 3 | 65536       | 131072      | 262144      | 524288      | 1048576     | 2097152     | 4194304     | 8388608     |
| 4 | 16777216    | 33554432    | 67108864    | 134217728   | 268435456   | 536870912   | 1073741824  | 2147483648  |
| 5 | 4294967296  | 8589934592  | 17179869184 | 34359738368 | 68719476736 | 1.37439E+11 | 2.74878E+11 | 5.49756E+11 |
| 6 | 1.09951E+12 | 2.19902E+12 | 4.39805E+12 | 8.79609E+12 | 1.75922E+13 | 3.51844E+13 | 7.03687E+13 | 1.40737E+14 |
| 7 | 2.81475E+14 | 5.6295E+14  | 1.1259E+15  | 2.2518E+15  | 4.5036E+15  | 9.0072E+15  | 1.80144E+16 | 3.60288E+16 |
| 8 | 7.20576E+16 | 1.44115E+17 | 2.8823E+17  | 5.76461E+17 | 1.15292E+18 | 2.30584E+18 | 4.61169E+18 | 9.22337E+18 |

إذا اعتبرنـا وزن ألف حبة القمح هو حوالي 40 غ ، فإن إجمـالي وزن القمح الذي سيكون على رقعة الشطرنج هو 550 مليار طن أي حوالي 900 ضعف إنتـاج العالم من القمح في 2004 (624 مليون طن).

## صحة القصة
لا توجد لهذه القصة مصادر في المراجع الهندية، وهـي عائدة إلى الثقافة العربية حيث ذكرها كاتب السير ابن خلكان (1211-1282) وكذلك الكاتب والشاعر الصبهادي  وهو شاعر عاش ببغداد في العصور الوسطى.